# GWR Swindon Class
GWR Swindon Class — тип товарных паровозов широкой колеи Большой западной железной дороги с осевой формулой 0-3-0. 14 паровозов были построены на Суиндонском заводе в ноябре 1865—марте 1866 годов и списаны в промежутке от июня 1887 года до ликвидации широкой колеи в мае 1892-го. В июле 1872—сентябре 1874 годов все паровозы были проданы Бристольско-Эксетерской железной дороге и перенумерованы в № 96—109. После того, как GWR поглотила эту дорогу, они вернулись к первоначальному владельцу и перенумерованы в № 2077—2090, первоначальные имена им не возвращались.
| Имя           | Построен | Продан | № B&ER | № GWR | Списан | Примечания |
| ------------- | -------- | ------ | ------ | ----- | ------ | --- |
| Бат           | 1866     | 1874   | 105    | 2086  | 1888   | GWR достигла Бата 31 августа 1840 года.                                                                                      |
| Бирмингем     | 1866     | 1873   | 103    | 2084  | 1889   | Широкая колея достигла Бирмингема 1 октября 1851 года.                                                                       |
| Бристоль      | 1865     | 1873   | 101    | 2082  | 1888   | |
| Честер        | 1866     | 1873   | 98     | 2079  | 1887   | GWR достигла Честера 1 сентября 1854 года после покупки железной дороги Шрусбери и Честера.                                  |
| Глостер       | 1866     | 1873   | 102    | 2083  | 1891   | Соединительная ветка Челтенхемской и GWR от Суиндона достигла Глостера 12 марта 1845.                                        |
| Херефорд      | 1866     | 1872   | 97     | 2078  | 1888   | Железная дорога Херефорда, Росса и Глостера достигла Херефорда 2 июня 1855 года.                                             |
| Лондон        | 1865     | 1873   | 100    | 2081  | 1888   | |
| Ньюпорт       | 1866     | 1874   | 106    | 2087  | 1889   | Ньюпорт обслуживался железной дорогой Южного Уэльса с 18 июня 1850 года.                                                     |
| Оксфорд       | 1866     | 1874   | 108    | 2089  | 1889   | Оксфорд обслуживался боковой веткой от станции Дидкот-узловая с 12 июня 1844 года.                                           |
| Рединг        | 1866     | 1874   | 107    | 2088  | 1892   | |
| Шрусбери      | 1866     | 1872   | 96     | 2077  | 1887   | GWR обслуживала Шрусбери по стандартной колее с 1 сентября 1854 года после поглощения железной дороги Шрусбери и Бирмингема. |
| Суиндон       | 1865     | 1874   | 109    | 2090  | 1888   | |
| Виндзор       | 1866     | 1873   | 99     | 2080  | 1889   | Виндзор обслуживался боковой веткой от Слау с 8 октября 1849 года.                                                           |
| Вулвергемптон | 1866     | 1874   | 104    | 2085  | 1889   | Широкая колея достигла Вулвергемптона 14 ноября 1854 года.                                                                   |